# 神積寺
神積寺（じんしゃくじ）は、兵庫県神崎郡福崎町東田原にある天台宗の寺院。播磨天台六山の一つとされる。通称は「田原文殊」。

## 歴史
寺伝によれば、一条天皇の勅願寺として991年（正暦2年）に開創されたという。開基は良源（慈恵大師）の高弟である慶芳内供（大納言藤原範郷の子）。
三条天皇の勅願所となり皇子である覚照が帰依したことで七堂伽藍と五十二院を数える大寺院として隆盛し、さらに近衛天皇の宣示により播磨天台六山の1つに数えられる。しかし延慶2年（1309年）の火災により全山焼失。
現在の堂宇は天正15年（1588年）に有馬法師の寄進により再建されたものである。
1870年（明治3年）まで、御朱印地として毎年文殊会式に勅使下向がなされていた。

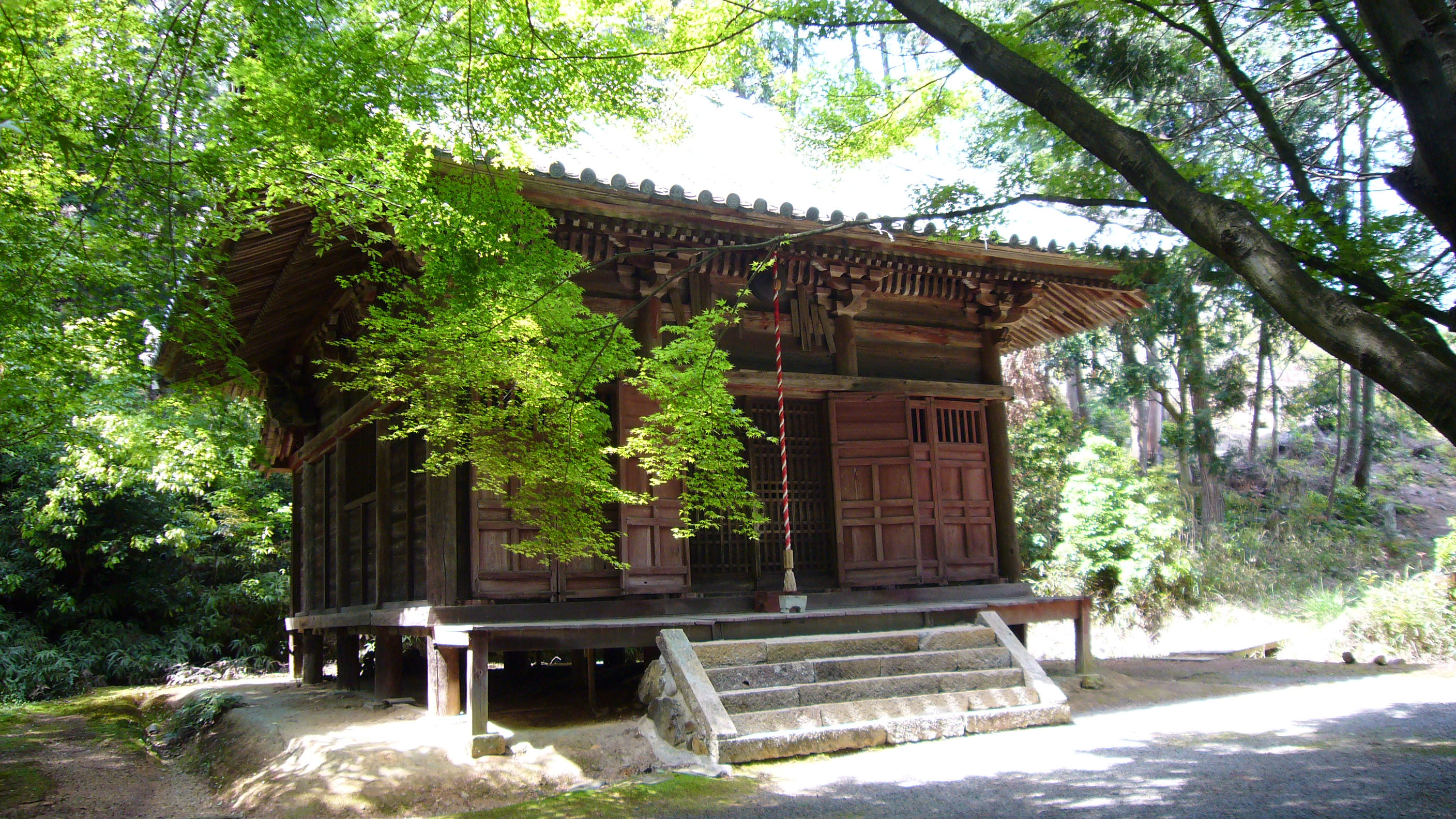
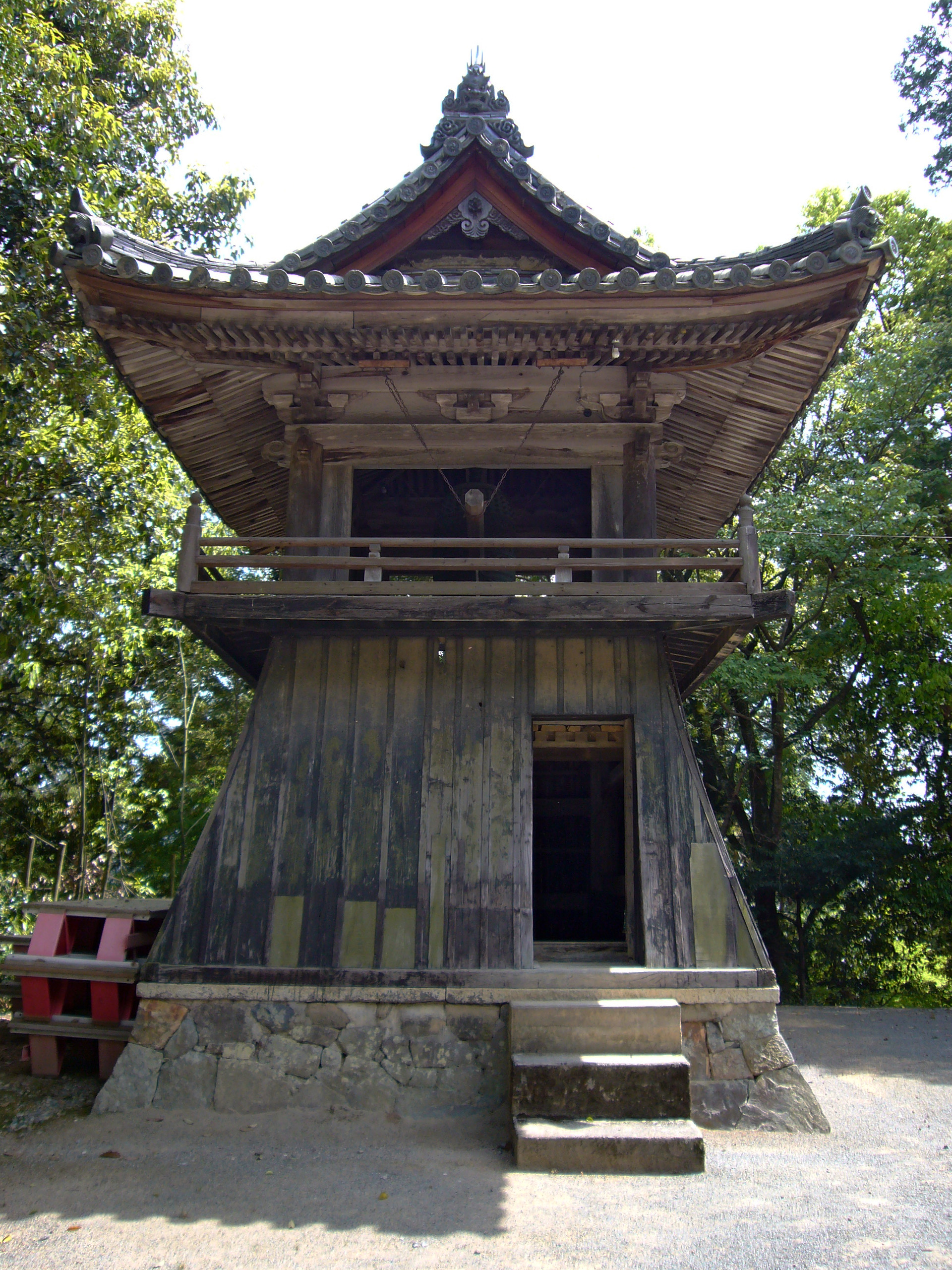
鐘楼堂

## 文化財

### 重要文化財
- 木造薬師如来坐像（明治34年8月4日指定） - 鎌倉時代[1]、像高88.5cm、60年に一度開帳される秘仏。本堂安置、脇侍に文殊菩薩と毘沙門天。

### 兵庫県指定文化財
- 阿弥陀種子板碑 - 1286年（鎌倉時代）、後堀河天皇の中宮安喜門院の百ヶ日供養のときに建立。高さ194cm、幅82cm、厚さ中央18cm・周辺部21cm。

### 福崎町指定文化財
- 石灯籠 - 江戸時代初期（1683年）造立。

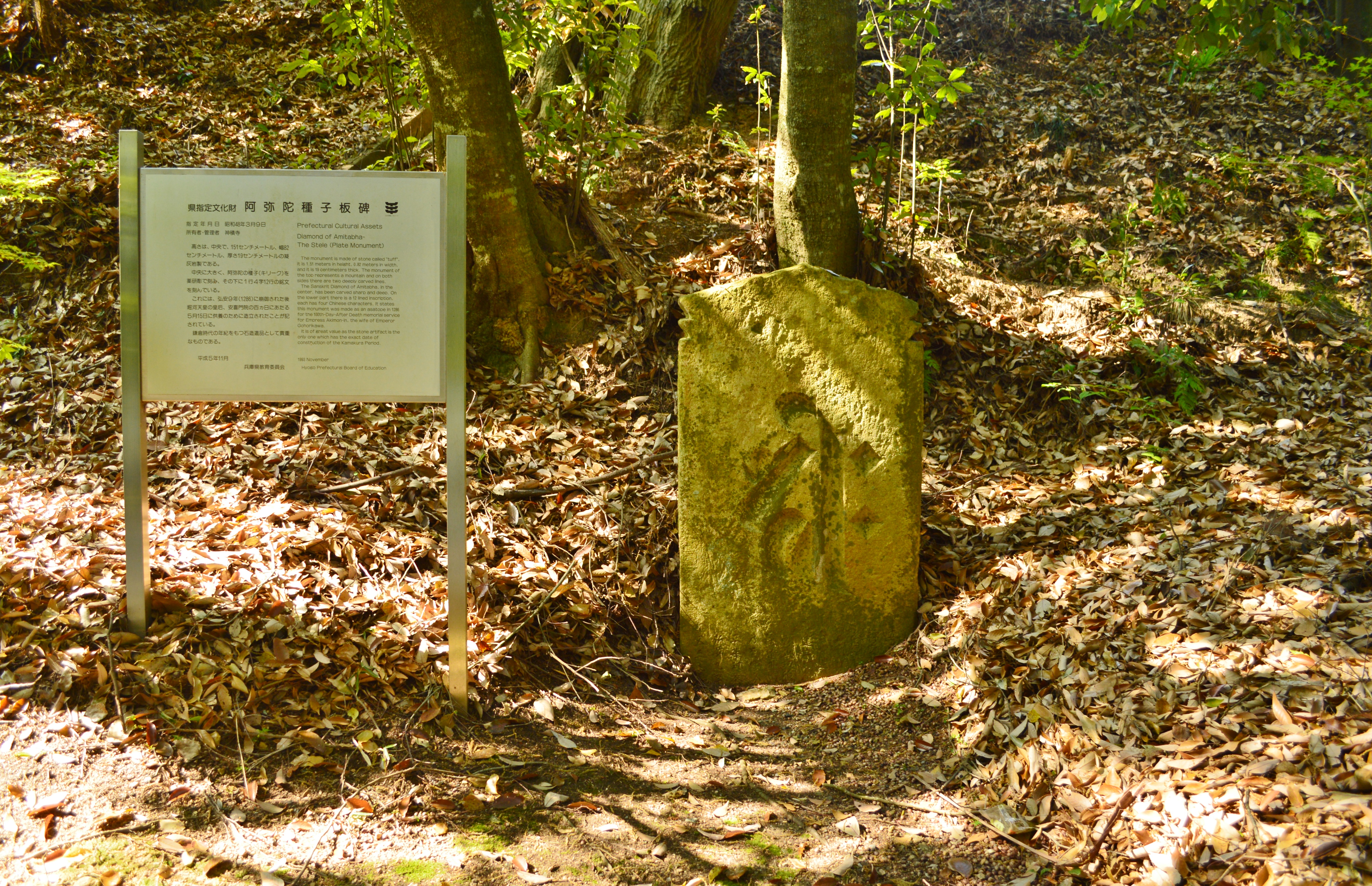
阿弥陀種子板碑
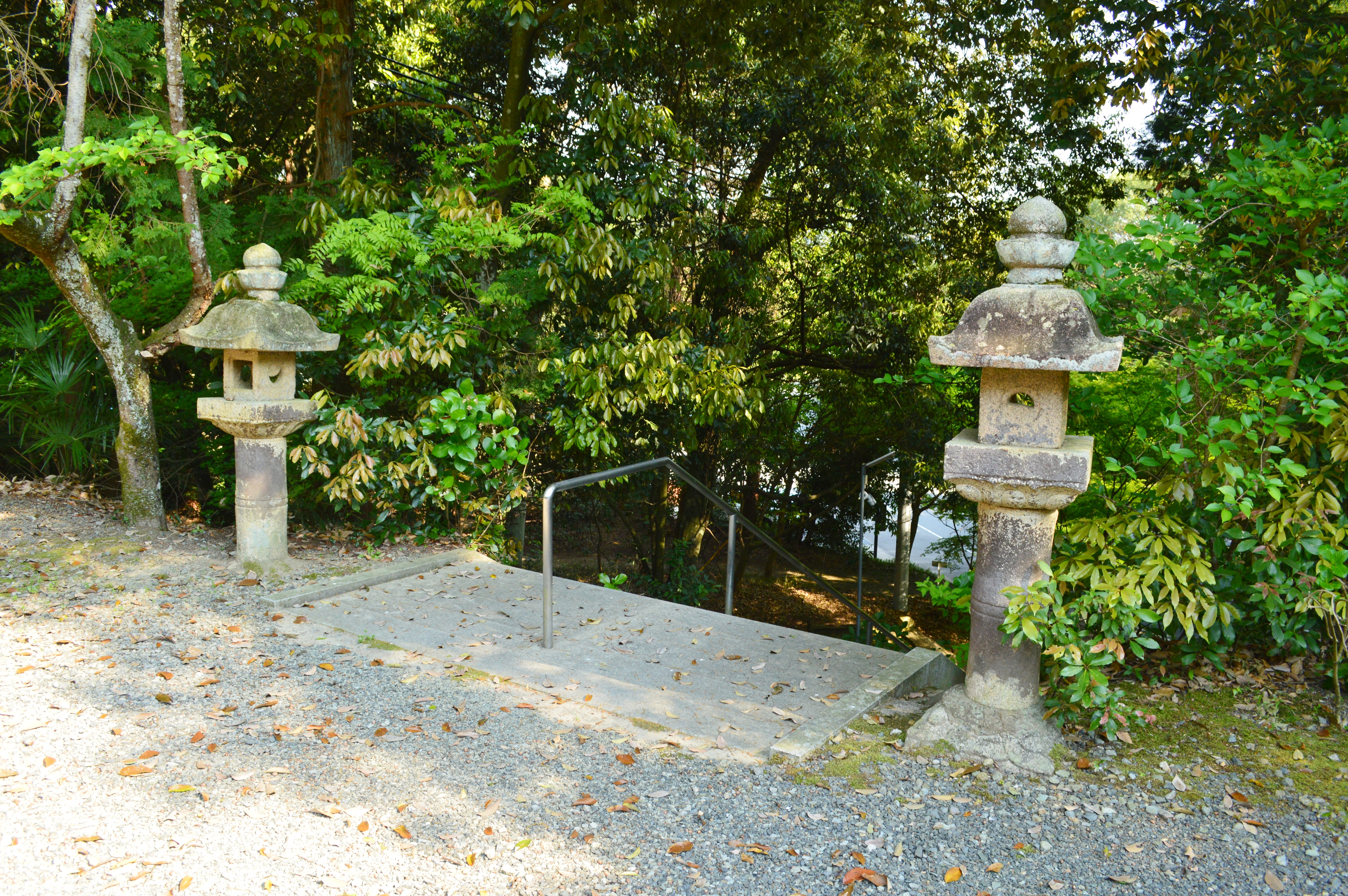
石灯籠

## 札所
- 西国薬師四十九霊場第24番
- 播州薬師霊場第12番

## 祭事
- 鬼追い（追儺）  - 鎌倉時代初期に始められた伝統行事

## 交通アクセス
- JR播但線 福崎駅 徒歩30分

## 周辺情報
- 福崎町立神崎郡歴史民俗資料館（明治19年竣工の西洋館、兵庫県指定有形文化財）
- 柳田國男生家・柳田國男記念館
- 三木家住宅・旧辻川郵便局
- 七種の滝 - 雄滝（落差72m）をはじめとする48滝、兵庫県観光百選、近畿観光100景
- 金剛城寺 - 播磨西国三十三箇所第12番、新西国三十三ヶ所第30番